# Anolis anfiloquioi
Anolis anfiloquioi (кароокий кущовий аноліс) — вид ігуаноподібних ящірок родини анолісових (Dactyloidae). Ендемік Куби.

## Поширення і екологія
Кароокі кущові аноліси мешкають на сході Куби, в провінціях Ольгін і Гуантанамо. Вони живуть в тропічних вічнозелених і напівлистяних лісах та у вторинних заростях.